# Chiococca
Chiococca é um género botânico pertencente à família Rubiaceae.

## Espécies
- Chiococca alba (L.) Hitchc. - Flórida, Texas, Bermuda, México, América Central, muito da América do Sul, Índias Ocidentais, Galápagos
- Chiococca auyantepuiensis Steyerm. - Venezuela
- Chiococca belizensis Lundell - sudeste do México (Tabasco, Chiapas, Oaxaca, Veracruz), América Central, Colômbia
- Chiococca caputensis Lorence & C.M.Taylor - Panamá
- Chiococca coriacea M.Martens & Galeotti - México (Tamaulipas, Veracruz, Quintana Roo)
- Chiococca cubensis Urb. - Cuba
- Chiococca filipes Lundell - América Central, México (Chiapas)
- Chiococca henricksonii M.C.Johnst. - México (Coahuila)
- Chiococca insularis (Ridley) C.M.Taylor & M.R.V. Barbosa - Fernando de Noronha, Brasil[2][3]
- Chiococca lucens Standl. & Steyerm. - Venezuela (Sororopán-tepui)
- Chiococca motleyana Borhidi - Belize, Guatemala, México
- Chiococca multipedunculata Steyerm. - Guiana
- Chiococca naiguatensis Steyerm. - Venezuela
- Chiococca nitida Benth.
  - Chiococca nitida var. amazonica Müll.Arg. - Venezuela, Guiana, Brasil
  - Chiococca nitida var. chimantensis Steyerm. - Venezuela (Bolívar)
  - Chiococca nitida f. cordata (Cowan) Steyerm. - Guiana
  - Chiococca nitida var. nitida - Guiana Francesa, Guiana, Venezuela, Colômbia, Brasil, Paraguai
- Chiococca oaxacana Standl. - México (Tamaulipas, Morelos, Puebla, Oaxaca)
- Chiococca pachyphylla Wernham - México (from Nuevo León to Chiapas), América Central, Colômbia
- Chiococca petrina Wiggins - México (Sonora)
- Chiococca phaenostemon Schltdl. - sudeste do México (Chiapas, Oaxaca, Veracruz, Guerrero), América Central
- Chiococca plowmanii Delprete - Brasil (Bahia)
- Chiococca rubriflora Lundell - México (Chiapas), Guatemala
- Chiococca semipilosa Standl. & Steyerm. - México, Guatemala, Honduras, El Salvador, Nicarágua)
- Chiococca sessilifolia Miranda - México (Veracruz, Chiapas)
- Chiococca steyermarkii Standl. - Guatemala
- Chiococca stricta Correll - Bahamas